# (34991) 4295 T-3
4295 T-3 (asteroide 34991) é um asteroide da cintura principal. Possui uma excentricidade de 0.11123010 e uma inclinação de 5.90230º.
Este asteroide foi descoberto no dia 16 de outubro de 1977 por Cornelis Johannes van Houten e Ingrid van Houten-Groeneveld e Tom Gehrels em Palomar.